# Pleurospermeae
Pleurospermeae es una tribu de plantas con flores perteneciente a la familia Apiaceae.

## Géneros
Según NCBI
| - Aulacospermum - Eleutherospermum - Eremodaucus - Hymenidium | - Hymenolaena - Physospermum - Pleurospermum |